# Östra Gerums kyrka

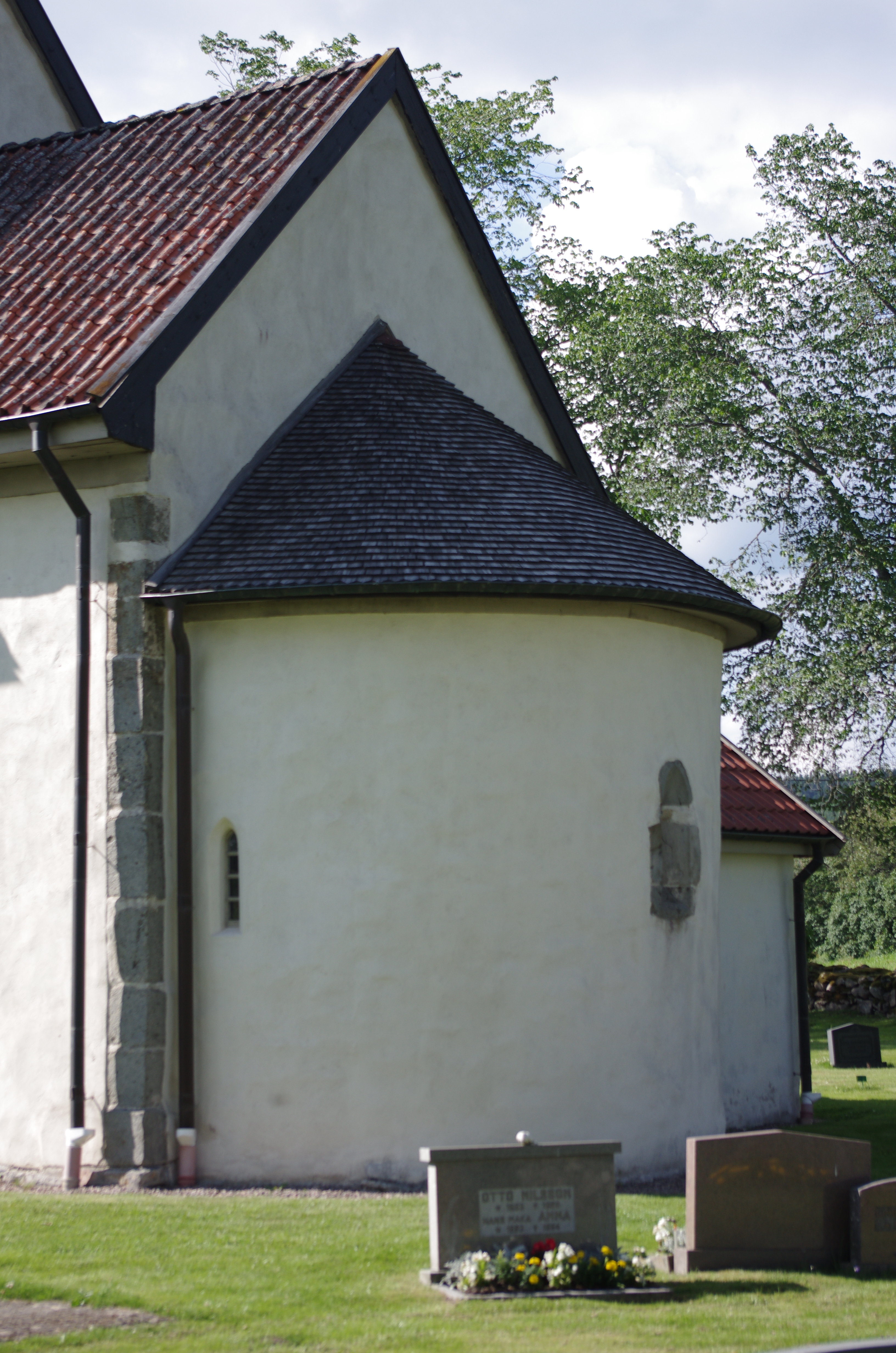
Östra Gerums kyrka

Östra Gerums kyrka är en kyrkobyggnad som sedan 2002 tillhör Valstads församling (tidigare Östra Gerums församling) i Skara stift. Kyrkan ligger i Östra Gerum i Tidaholms kommun.  

## Kyrkobyggnaden
Gerums kyrka är en absidkyrka av kalksten. I den äldre västgötska biskopskrönikan sägs det att Sankt Sigfrid valde kyrkoplatsen och invigde kyrkogården i början av 1000-talet. När absiden renoverades 1952-1953 fann man en hällkistliknande grav i ett sådant läge att den måste funnits där när den nuvarande stenkyrkan byggdes. Graven daterades till åren 1100-1150, vilket gjorde att man kunde bestämma att kyrkan uppfördes under åren 1150-1175. Det är troligt att det funnits en träkyrka på den plats där stenkyrkan nu står, och  att gravhällen funnits i dess golv.
Kyrkans innertak består av medeltida kryssvalv som på 1600-talet försågs med ny dekor, som beskrivits som festliga gardiner i barock-rokoko. När kyrkan renoverades år 1892 togs två fönster upp i den då fönsterlösa nordväggen, och takmålningarna kalkades över och målades om utan konstnärliga utsvävningar. På långhusets sydsida byggdes ett vapenhus år 1734. Kyrkan har tidigare haft ett västtorn, vilket valmningen av taket vittnar om, men detta revs år 1722 och ersattes med en klockstapel väster om kyrkan. Storklockan på 200 kg är från 1860 och lillklockan på 150 kg är från 1801.
Östra Gerums kyrka har varit en offerkyrka, vilket är en kyrka som av tradition har ansetts besitta en särskild kraft, vilket gjorde att en gåva – eller offer – där ansågs öka chansen till bönhörelse.

## Inventarier
- Dopfunten  i huggen sandsten är från mitten av 1200-talet och tillhör den så kallade Remmenegruppen av dopfuntar. Den har rundad cuppa och fot, som skiljs åt med en grov repstav och upptill på foten finns en rundbågsfris.
- Altaruppsatsen från 1715 är gjord av Jonas Ullberg d.y. Altartavlan visar korsfästelsen och på båda sidor om denna finns två skulpturer som föreställer Moses och Johannes Döparen.
- Predikstolen är byggd av Johan Ullberg den äldre år 1729. Den stod tidigare i kungsgårdskyrkan i Ettak som blev ruin omkring 1720 och inköptes till kyrkan år 1729 för 50 daler silvermynt.
- Kyrkans äldsta textil är en kalkduk av broderad siden från 1600-talet, och skänktes till kyrkan Gunilla Månsdotter på Skattevraksgården 1 km öster om kyrkan vid Gisseberget.
- Orgeln med tre stämmor från år 1903 är tillverkad av orgelbyggaren Levin Johansson och blev ombyggd år 1979 av Smedmans Orgelbyggeri.